# Razer Inc.
Razer Inc. (estilizado como RΛZΞR), es una compañía de fabricación de hardware para videojuegos establecida en 2005 por el empresario Singapurense Min-Liang Tan y Robert Krakoff, después de obtener una gran inversión de Li Ka-shing y de Temasek Holdings de Singapur.
Según el Folleto informativo de Razer, la empresa ha "construido el mayor ecosistema global de juegos de hardware, software y servicios".
Razer es considerado uno de los pioneros de los deportes electrónicos, así como una de las marcas más importantes de los deportes electrónicos en la actualidad. Su fundador, Min-Liang Tan, ha sido acreditado como el cerebro detrás de Razer, dirigiendo y supervisando el diseño y desarrollo de todos sus productos.

## Historia
Razer fue fundado en 1998 por un equipo de vendedores e ingenieros para desarrollar y comercializar un ratón de juego de alta gama, el  «Boomslang», dirigido a los jugadores de PC.
En el Consumer Electronics Show de 2011, se dio a conocer el Razer Switchblade, un prototipo de dispositivo de juegos portátil.
En el CES de 2013, Razer presentó su tableta PC para juegos Razer Edge, que anteriormente era conocida como Proyecto Fiona. La tableta utiliza el sistema operativo Windows 8 y está diseñada principalmente para los juegos.
En mayo de 2013, se dio a conocer el Razer Blade de 17 pulgadas de Razer Blade Pro, computadora portátile para juegos con procesador Intel Maxwell de cuarta generación. La Razer Blade de 14 pulgadas fue llamada «la computadora gamer mas delgada del mundo» que pesaba sólo 4,1 libras. Por otro lado, la pantalla de 17 pulgadas de Razer Blade Pro contó con la pantalla integrada LCD "Switchblade".
En el CES 2014, se dio a conocer Razer Project Christine, un PC modular de juego. Cada una de las ramas en el PC es un componente de una discreta CPU, una GPU y un disco duro, memoria que simplemente se conecta a la espina central. Una vez en el ranurado, Project Christine sincroniza automáticamente el módulo recién agregado a través de PCI-Express (el mismo bus serie que las tarjetas de gráficos discretos y otros componentes que se utilizan actualmente). 
En julio de 2015, Razer anunció la compra de la división de software de la compañía de videojuegos Ouya.
En el Consumer Electronics Show 2016, Razer fue seleccionado para el People's Choice Winner por la Razer Blade Stealth Ultrabook. Ganó el año pasado por el Razer Forge TV, y este año, se lleva a casa el premio a la Razer Blade Stealth Ultrabook, una súper computadora portátil de juegos delgada.
En octubre del mismo año, Razer compró THX según el director general Ahmad Ty-Taylor.

## Productos

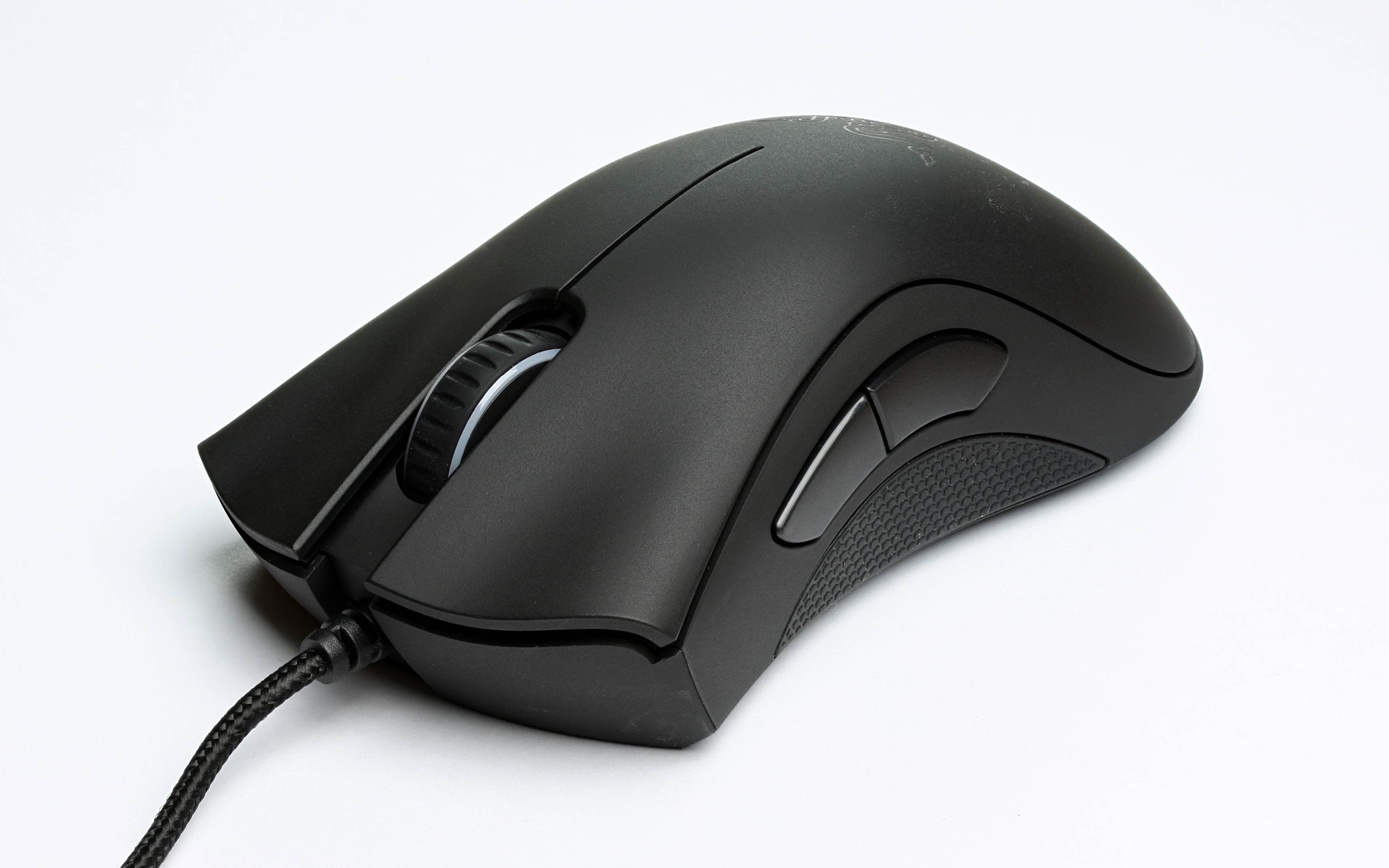
Ratón Razer DeathAdder.

Los productos de Razer son generalmente dirigidos a los jugadores. Estos incluyen PC portátiles, tabletas de juegos y periféricos de PC, incluyendo ratones, dispositivos de audio, teclados, alfombrillas de ratón y game-pads. Razer también ha lanzado un software VoIP llamado Razer Comms. El ratón para juegos Razer DeathAdder es el producto más popular de la compañía en cuanto a ventas. La mayoría de los productos Razer tienen nombres de animales depredadores o venenosos, que van desde las serpientes (ratones), insectos (alfombrillas de ratón), arácnidos (teclados), criaturas marinas (audio) hasta felinos (periféricos de la consola). Sin embargo, Razer Blade y Razer Edge son nombres de objetos aplanados.

### Equipamiento de juegos
- La serie Razer Blade es una serie de PC portátiles desarrollados por Razer e incluye el Razer Blade Stealth de 12.5 pulgadas, el Razer Blade de 14 pulgadas, y el Razer Blade Pro de 17.3 pulgadas
- El modelo base del Razer Blade Stealth tiene una pantalla táctil con resolución de 2.560x1.440 píxeles, un procesador Core i7, 8GB de memoria y 128GB de almacenamiento en estado sólido M.2, esto se puede actualizar a 3840 por 2160 con 512GB de estado sólido de almacenamiento M.2.[13] Blade Stealth fue anunciado junto con el Razer Core.[14]
- En DreamHack 2015, Razer y Lenovo anunciaron una asociación para fabricar un escritorio de juegos de marca compartida llamado el escritorio de juego Lenovo Y900 Razer Edition.
- El Razer Edge (también conocido como Razer Edge Pro) es una tableta de juegos desarrollada por Razer específicamente para juegos que se ejecuta en el sistema operativo Windows.
- A finales de 2014, Razer lanzó su serie de productos Chroma.[15] Todos los productos de la serie Chroma tienen iluminación RGB personalizable. El primer elemento de la serie fue el Blackwidow Chroma. El Blackwidow Chroma es un teclado que tiene algunas características nuevas añadidas al teclado original de Blackwidow. Después de la liberación del primer producto Chroma, Razer ha seguido añadiendo productos a la serie, como el Razer DeathAdder Chroma. También han añadido su iluminación RGB a otro ratón que lanzaron recientemente llamado Razer Mamba y aunque cuenta con iluminación RGB personalizable de Razer, no tiene el nombre de Chroma en él. Una nueva versión del ratón de juego Razer Diamondback también fue lanzado y también cuenta con iluminación RGB personalizable.

### Wearables
- El Razer Nabu es una banda inteligente desarrollada por Razer con funciones como notificaciones de aplicaciones móviles, seguimiento de aptitud y más. Se publicó por primera vez en diciembre de 2014.[16][17] En 2015, Razer lanzó una nueva versión de Razer Nabu llamada Razer Nabu X.
- En el Consumer Electronics Show de 2016, Razer lanzó el Nabu Watch, un smartwatch de doble pantalla: integra una pantalla iluminada retroiluminada siempre, que cuida de algunas características bastante estándar como fecha y hora, una segunda pantalla OLED, que es activado levantando la muñeca.[18] Requiere un dispositivo Android 4.3 (o superior) con capacidad Bluetooth Low Energy (Bluetooth 4.0 o superior)[19]

### Otros
- Razer es parte del ecosistema de Realidad Virtual de Código Abierto (OSVR) con el OSVR Hacker Dev Kit, un dispositivo de realidad virtual y software de código abierto que permite programar para cualquier variedad de tecnología VR.[20][21]
- El primer controlador de juegos lanzado por Razer fue el Razer Onza. Fue lanzado a finales de 2010, seguido por el Razer Sabertooth que fue lanzado en 2013. En 2015, el controlador de juego Razer Wildcat fue anunciado, disponible para pre-orden y estaba en las tiendas en octubre de 2015.Controlador Razer Onza.

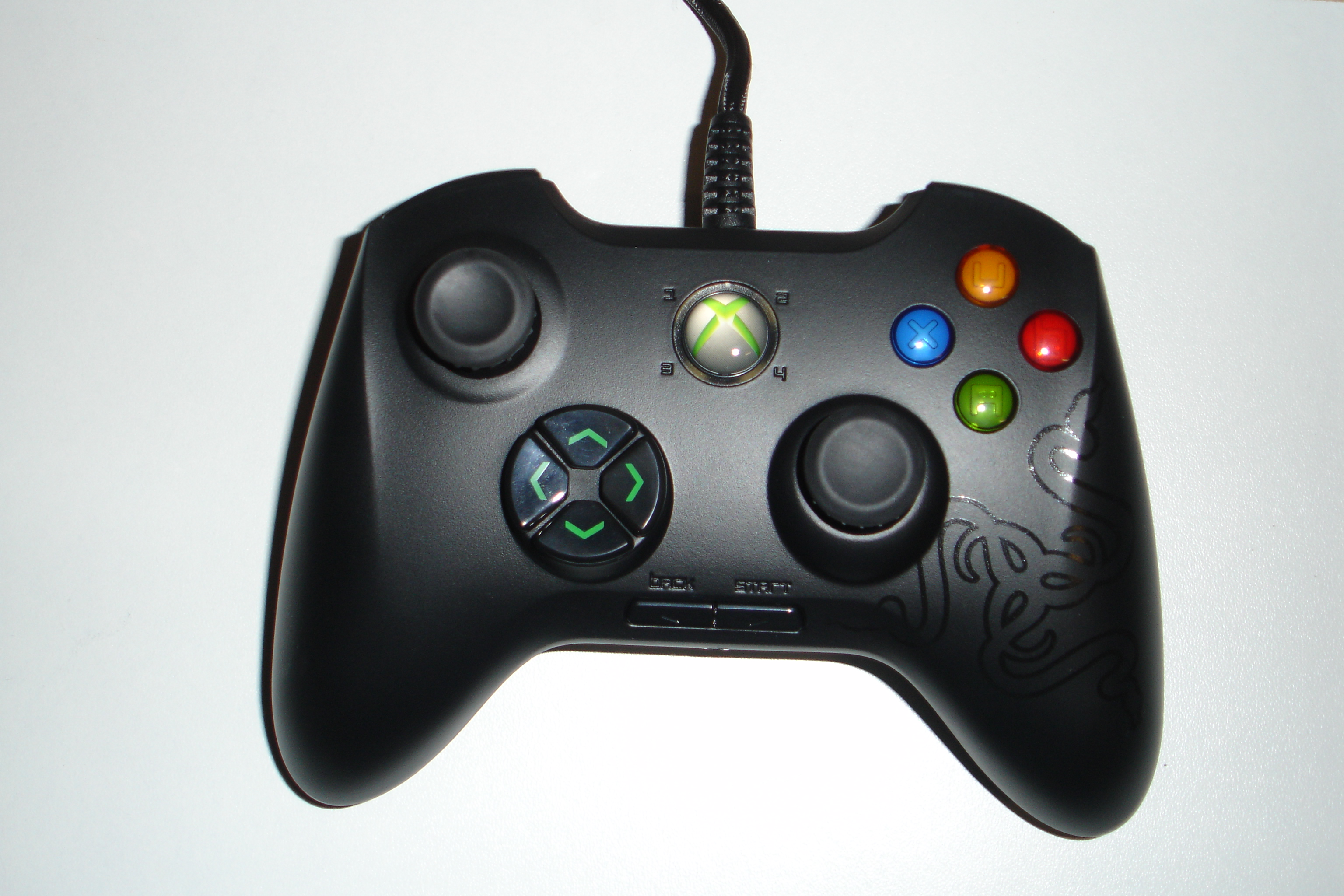
Controlador Razer Onza.

- El Razer Core fue anunciado en el CES 2016 junto con el Razer Blade Stealth. Fue concebido como una forma de ampliar la funcionalidad del Blade Stealth añadiendo 4 puertos USB-3 Tipo A adicionales, así como un puerto gigabit ethernet y la capacidad de conectar una tarjeta gráfica discreta al Blade. Esto se hizo con un Thunderbolt 3/USB 3.1 de tipo C que conecta el núcleo con el Blade Stealth. El Razer Blade 2016 también tiene soporte para el Razer Core.
- Razer tiene una asociación con NZXT y Lenovo para agregar la marca Razer a los casos de la computadora NZXT, y los escritorios pre-construidos de Lenovo.

Basado en información sobre Engadget, los productos Razer siempre han sido dirigidos a los jugadores.

## Equipo Razer
Razer se ha asociado con muchos equipos y jugadores de eSports profesionales, que se conocen colectivamente como equipo Razer.

### Equipos
- Evil Geniuses
- Team Liquid
- Team Dignitas
- Mousesports
- CJ Entus
- KT Rolster
- SKT Telecom T1
- Mastermind e-Sports Club
- paiN Gaming
- Hanoi Full Luois
- Luminosity Gaming
- Unicorns of Love
- Aracne Esports
- Rebirth Esports